# Neoharriotta carri
Neoharriotta carri – gatunek morskiej ryby zrosłogłowej z rodziny drakonowatych (Rhinochimaeridae). Gatunek słabo poznany.

## Występowanie
Środkowo-zachodni Atlantyk, Morze Karaibskie u wybrzeży Kolumbii i Wenezueli. Występuje na głębokościach 240–600 m.

## Opis
Samiec osiąga 59,6 cm długości, samica 74,5 cm.